# Andreas Vetsch
Andreas Vetsch (ur. 13 grudnia 1995) – szwajcarski zapaśnik startujący w stylu klasycznym. Zajął dwunaste miejsce na mistrzostwach świata w 2019.
Siódmy na mistrzostwach Europy w 2019. Trzynasty na igrzyskach europejskich w 2019. Czternasty w indywidualnym Pucharze Świata w 2020 roku.